# هاروی (داکوتای شمالی)
هاروی(به انگلیسی: Harvey) شهری در ایالت داکوتای شمالی کشور ایالات متحده آمریکا است که جمعیت آن در سرشماری سال ۲۰۱۰ میلادی، ۱٬۷۸۳ نفر بوده‌است.